# Autostrada D2 (Czechy)
Autostrada D2 (cz. dálnice D2, także autostrada bratysławska – cz. Bratislavská dálnice) – czeska autostrada łącząca Brno (D1) z granicą ze Słowacją – dalej w kierunku Bratysławy prowadzi słowacka autostrada D2. Obie te autostrady powstały za czasów Czechosłowacji w latach 1962–1980 jako jedna autostrada D2 o całkowitej długości 141 km. Obecnie 61 km tej drogi należy do Czech a 80 km do Słowacji.
Autostrada D2 jest częścią międzynarodowego szlaku E65.

## Opłaty
Przejazd drogą jest płatny dla pojazdów o masie całkowitej przekraczającej 3,5 tony. Opłatę uiszcza się elektronicznie, poprzez specjalne urządzenie pokładowe.